# Philippe Mouratoglou

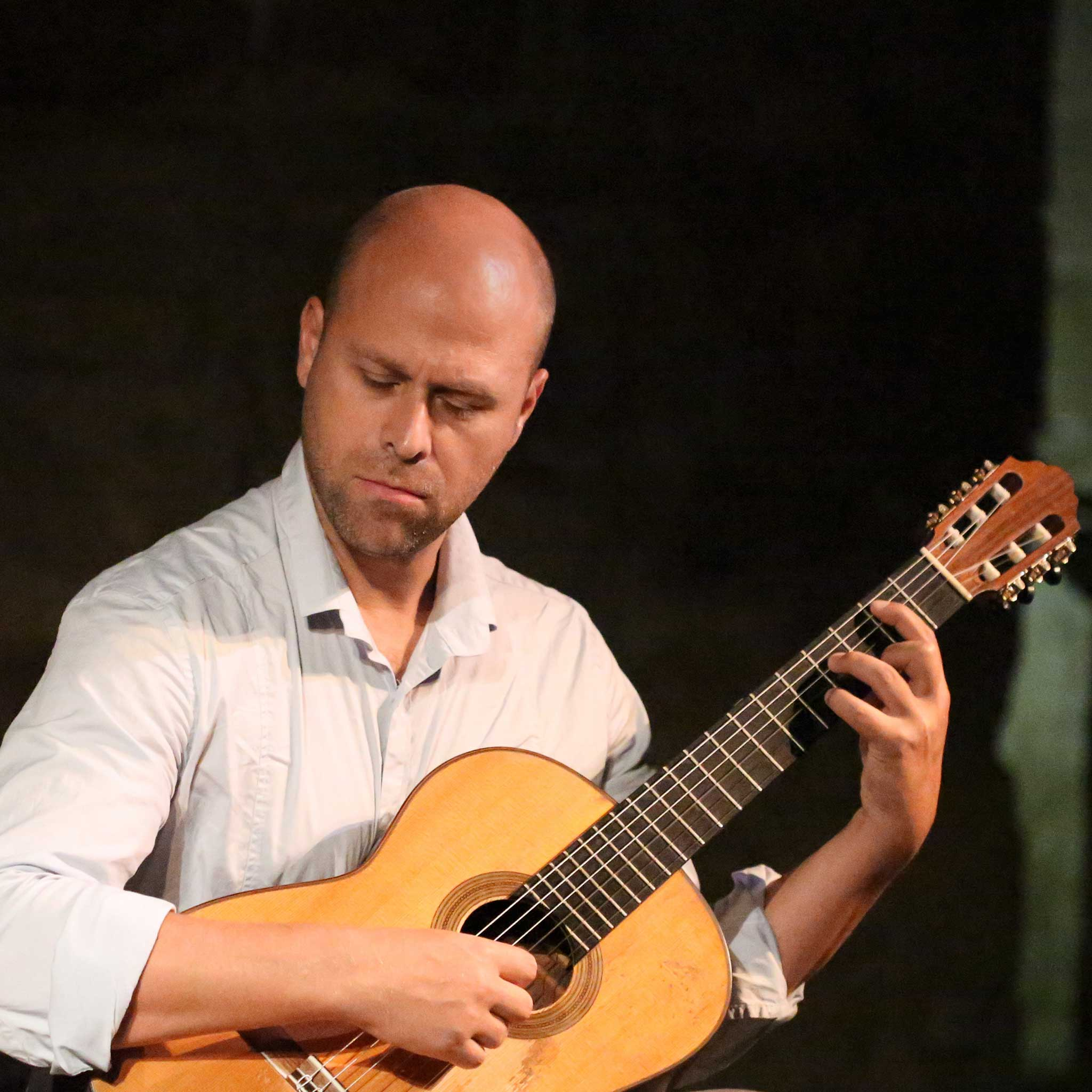
Philippe Mouratoglou (2014)

Philippe Mouratoglou (* 19. April 1973 in Paris) ist ein französischer klassischer Musiker (Gitarre, Komposition), der auch im Bereich des Jazz tätig ist.

## Leben und Wirken
Mouratoglou wurde als klassischer Gitarrist von Wim Hoogewerf, Roland Dyens und Pablo Márquez am Conservatoire de Strasbourg ausgebildet; zwischen 2002 und 2007 war er dort als Assistenzprofessor bei Márquez tätig. Beeinflusst haben ihn aber auch Gitarristen wie Pat Metheny, Wes Montgomery, Allan Holdsworth, Egberto Gismonti und Jim Hall. Er spielt unterschiedliche Instrumente (klassische, elektrische, Western-Gitarre, Baritongitarre) und nutzt dabei gerne offene Stimmungen.
Als Interpret, Improvisator und Komponist arbeitet Mouratoglou mit Musikern und Ensembles aus verschiedenen Bereichen zusammen. So widmet er sich der Neuen Musik mit dem Ensemble Linea. Er interpretierte bekannte Gitarrenkonzerte mit dem Orchestre Mozart de Toulouse, dem Orchestre Philharmonique de Strasbourg und dem Orchestre de Chambre Occitania (unter Leitung von Bernard Soustrot). 2009 bildete er ein Duo mit der Sopranistin Ariane Wohlhuter, das 2013 auf dem Label Troba vox das Album We Only Came to Dream mit Werken von John Dowland, Benjamin Britten und Dušan Bogdanović vorlegte. Zusammen mit Wohlhuter nimmt er an dem Projekt Aire y Fuego mit Sängerin Sandra Hurtado-Ròs und dem Gitarrenkollegen Jean-François Ruiz teil.
Parallel dazu gründete Mouratoglou 2012 (zusammen mit dem Klarinettisten Jean-Marc Foltz und dem Grafiker Philippe Ghielmetti) das Label Vision Fugitive, das Karl Lippegaus zufolge stark auf Qualität setzt. Dort publizierte er eine Neuinterpretation des Werkes von Robert Johnson im Trio mit Foltz und dem Kontrabassisten Bruno Chevillon (Steady Rollin’ Man, 2012) neben einem Duo mit dem Flamencogitarristen Pedro Soler,  mehreren eigenen Soloveröffentlichungen und Alben des Quartetts von Foltz. Im Trio mit Bruno Chevillon und Ramón López veröffentlichte er zwei Alben, die sehr gute Kritiken erhielten.
Im Konzert ist Mouratoglou regelmäßig auf französischen und internationalen Bühnen wie der Berliner Philharmonie zu hören; er tourte weiterhin in Brasilien, Nordamerika, Russland und Thailand. Gemeinsam mit der Fondation du Patrimoine gründete er 2010 das Wanderfestival Musique & Patrimoine.